# 罗伯特·特拉尔 (牧师)
罗伯特·特拉尔（英語：Robert Traill，1793年—1847年）是爱尔兰的一位加尔文教派教士。 从1832年起，他一直担任斯卡尔科克郡的教区长，并在该地区拥有一座铜矿的部分股权。 在19世纪30年代的什一税争端期间特拉尔作为爱尔兰圣公会的神职人员反对爱尔兰天主教徒的诉求，但他主要是由于40年代的爱尔兰大饥荒期间的慈善行为而为人所知。1847年，他因为忙于救济灾民死于斑疹伤寒。